# Сътеска
Сътеска или Сатеска (изписване до 1945 година: Сѫтеска; (на македонска литературна норма: Сатеска) е река в югозападната част на Северна Македония, десен приток на Черни Дрин (Църн Дрим).
Сътеска извира в планинския дял на областта Дебърца, в пазвите на Плакенската планина и Илинската планина. Течейки през котловината Дебърца, събира водите на много притоци: Слатинска, Мраморечка река и други. След това, пробивайки си път през Ботунската клисура, навлиза в Стружкото поле. Сатеска природно се влива в Черни Дрин между селата Драслайца на север и Мороища на юг, срещу селото Вранища, а по изкуствен път от края на XX век, след направена бифуркация над село Волино, се влива и в Охридското езеро източно от селото Мислешево и туристическото селище Езерски Лозя с хотела „Евротел“ край пътя Охрид - Струга.
Реката Сътеска принадлежи на Адриатическия водосборен басейн. Край селото Песочани на реката Сатеска е изградена стена с малка хидроелектрическа централа. Водата основоно се използва за напояване на земеделското землище на много села в източния край на Охридско-Стружката котловина.